# Santiago Patiño
Santiago Patiño (Medellín, Colombia; 10 de marzo de 1997) es un futbolista colombiano. Juega de delantero en el Al-Merreikh de la Primera División de Sudán.

## Trayectoria

### Inicios
Patiño nació en Medellín y migró a Orlando, Florida, a los 12 años. Como juvenil jugó en la academia del Orlando City y en la escuela superior Freedom High School.
Desde 2015 a 2018, jugó al fútbol universitario para la Universidad Internacional de Florida anotando 37 goles en 69 encuentros.
Antes de llegar al profesionalismos, Patiño jugó para el Kraze United de la NPSL en el verano de 2016. Además, jugó para el SIMA Águilas y el Seattle Sounders U-23 de la PDL.

### Orlando City
Fue seleccionado por el Orlando City en el Superdraft de la MLS de 2019, luego de que el club no pudiera concretar el fichaje del colombiano como jugador de cantera. Debutó profesionalmente el 16 de marzo de 2019 en la derrota por 3-1 ante el Montreal Impact, como sustituto de Dom Dwyer en el minuto 74. El 7 de julio de 2019 anotó su primer gol en el minuto 81 en el empate 2:2 contra el Philadelphia Union.

#### Préstamo a los Cimarrones de Sonora
El 21 de agosto de 2020, Patiño fue enviado a préstamo al Cimarrones de Sonora de la Liga de Expansión MX por el resto de la temporada.

### San Antonio FC
En enero de 2021 fichó por el San Antonio FC de la USL Championship.

## Selección nacional
En agosto de 2019 fue citado para entrenar con la selección de Colombia sub-23 en la antesala de los Juegos Olímpicos de Tokio 2020.

## Estadísticas
Actualizado al último partido disputado el 14 de septiembre de 2024.
| Club                                | Temporada           | Div.                | Liga  | Liga  | Copas nacionales(1) | Copas nacionales(1) | Copas internacionales(2) | Copas internacionales(2) | Total | Total |
| Club                                | Temporada           | Div.                | Part. | Goles | Part.               | Goles               | Part.                    | Goles                    | Part. | Goles |
| ----------------------------------- | ------------------- | ------------------- | ----- | ----- | ------------------- | ------------------- | ------------------------ | ------------------------ | ----- | ----- |
| Kraze United Estados Unidos         | 2016                | 4º                  | 4     | 5     | —                   | —                   | —                        | —                        | 4     | 5     |
| SIMA Águilas Estados Unidos         | 2017                | 3º                  | 7     | 4     | —                   | —                   | —                        | —                        | 7     | 4     |
| Seattle Sounders U23 Estados Unidos | 2018                | 3º                  | 14    | 9     | —                   | —                   | —                        | —                        | 14    | 9     |
| Orlando City Estados Unidos         | 2019                | 1º                  | 11    | 2     | 2                   | 0                   | —                        | —                        | 13    | 2     |
| Orlando City Estados Unidos         | 2020                | 1º                  | 2     | 0     | 2                   | 0                   | —                        | —                        | 4     | 0     |
| Cimarrones de Sonora · México       | 2020                | 2º                  | 11    | 1     | —                   | —                   | —                        | —                        | 11    | 1     |
| San Antonio FC Estados Unidos       | 2021                | 2º                  | 14    | 8     | —                   | —                   | —                        | —                        | 14    | 8     |
| San Antonio FC Estados Unidos       | 2022                | 2º                  | 20    | 11    | 1                   | 0                   | —                        | —                        | 21    | 11    |
| San Antonio FC Estados Unidos       | 2023                | 2º                  | 14    | 7     | —                   | —                   | —                        | —                        | 14    | 7     |
| Avaí FC · Brasil                    | 2023                | 2º                  | 12    | 2     | 2                   | 0                   | —                        | —                        | 14    | 2     |
| Ho Chi Minh City Vietnam            | 2024                | 1º                  | 11    | 4     | —                   | —                   | —                        | —                        | 11    | 4     |
| Al-Merreikh Sudán                   | 2024-25             | 1º                  | 0     | 0     | —                   | —                   | 2                        | 0                        | 2     | 0     |
| Total en su carrera                 | Total en su carrera | Total en su carrera | 120   | 53    | 7                   | 0                   | 2                        | 0                        | 129   | 53    |

## Vida personal
Influenciado de pequeño en el fútbol, su padre Milton y sus tíos Alejandro y Viejo Patiño quienes fueron futbolistas profesionales de gran trayectoria.